# Epotilona
As epotilonas são uma classe de potenciais drogas contra o câncer. Como os taxanos, elas previnem células cancerígenas de dividir-se por interferir com a tubulina, mas nos ensaios iniciais, as epotilonas tem melhor eficácia e efeitos adversos mais leves do que os taxanos.
As epotilonas foram descobertas em 1987, por Hofle, Reichenbach e seus colaboradores da "Gesellschaft fur Reichenbach Forschung (CBF)", na Alemanha. Estes compostos foram isolados a partir de extratos de cultura da degradação de celulose pela bactéria Sarangium cellulosum. Por apresentarem atividade contra Mucor hiemalis, as epotilonas A e B foram primeiramente testadas como potencias fungicidas e agrotóxicos. 
No entanto, experimentos provaram que estes compostos eram muito tóxicos. Importante descoberta foi realizada em 1995, por pesquisadores da Merck nos Estados Unidos que, independente, isolaram as epotilonas A e B e comprovaram sua potente atividade antitumoral com valores IC próximos ao do paclitaxel. Outra importante descoberta foi que o mecanismo de ação das epotilonas A e B, no combate ao câncer, era similar ao do taxol, exibindo pontes propriedades na estabilização da tubulina, impedindo a replicação celular. As epotilonas A e B mostram-se capazes de inibir a glicoproteína-P, responsável pelo desenvolvimento de resistência aos fármacos. Por essa razão, as epotilonas apresentam atividades superior ao paclitaxel em células resistentes, sendo que estes resultados foram, posteriormente, confirmados por cientistas da CBF. Após os bons resultados preliminares, a epotilona B passou com sucesso por testes clínicos da fase I, estando atualmente na fase II